# Centro Universitário da Cidade do Rio de Janeiro
O Centro Universitário da Cidade do Rio de Janeiro (UniverCidade) foi uma instituição de ensino superior. Sediado na cidade do Rio de Janeiro, o centro universitário foi fundado em 1969 e mantido pela Associação Educacional São Paulo Apóstolo, entidade filantrópica controlada por Ronald Levinsohn. Oferecia de cursos de graduação nas áreas de humanas, exatas e biológicas, e programas de pós-graduação lato sensu e stricto sensu. Foi a terceira maior faculdade privada do Rio de Janeiro e contava com 35 mil alunos.

## Histórico

#### Fraudes
Segundo Alberto Dines, a instituição foi usada para lavagem de dinheiro, encobrindo a origem ilícita da fortuna do empresário Ronald Levinsohn, ex-controlador da UniverCidade.
Ronald Levinsohn foi reitor do Centro Universitário da Cidade do Rio de Janeiro, que com a Universidade Iguaçu (UNIG) e a Universidade Candido Mendes (UCAM) foram citadas no pedido de instauração de uma Comissão Parlamentar de Inquérito (CPI) na Assembleia Legislativa do Estado do Rio de Janeiro (ALERJ) para apurar denúncias gestões fraudulentas, enriquecimento ilícito, desvios de recursos públicos, lavagem de dinheiro, precarização das relações de trabalho, assédio moral, repressão às representantes de professores, alunos e servidores, criação de monopólios, deterioração da qualidade de ensino, entre outros.
Segundo a ALERJ, as principais denúncias contidas no relatório da Comissão Parlamentar são atrasos e falta de pagamentos aos funcionários, assim como do imposto sindical, do Instituto Nacional do Seguro Social (INSS) e do Fundo de Garantia do Tempo de Serviço (FGTS); no ensino à distância, suspeita de fraude e venda de diplomas e ausência de regulamentação por parte da Câmara dos Deputados; grupos estrangeiros e sociedades anônimas comandando as universidades privadas no Rio de Janeiro; irregularidades em relatórios financeiros; sistemas de bolsas, como o Fundo de Financiamento ao Estudante do Ensino Superior (FIES) e o Programa Universidade para Todos (ProUni), conferidos a instituições com conceitos baixos pela avaliação do Ministério da Educação (MEC); aumento abusivo das mensalidades; e convênios com prefeituras sem licitações públicas.

#### Descredenciamento pelo MEC
Em janeiro de 2011, foi noticiado que a instituição perderia sua autonomia administrativa no curso de Direito, devido a consecutivos resultados insatisfatórios nas avaliações do Exame Nacional de Desempenho de Estudantes (Enade), que se refletiram no Índice Geral de Cursos (IGC). Sendo assim, a instituição não pôde mais expandir vagas. A UniverCidade recebeu, por três anos seguidos, conceitos inferiores a 3 no IGC no referido curso.
Em 13 de janeiro de 2014, devido aos problemas financeiros e à crise de gestão (inclusive alunos ficando sem suas documentações na totalidade), o MEC decidiu descredenciar a UniverCidade.